# Avitus variabilis
Avitus variabilis är en spindelart som beskrevs av Cândido Firmino de Mello-Leitão 1945. 
Avitus variabilis ingår i släktet Avitus och familjen hoppspindlar. Inga underarter finns listade.